# Luís da Silveira
Luís Lobo da Silveira (5 de maio de 1640 - 20 de abril de 1706), 2º conde de Sarzedas.
Foi senhor de Sarzedas e de Sobreira Formosa, como o pai, e de toda sua Casa e comendas, a que juntou as de São Pedro Féus e de São João de Brito, na Ordem de Cristo, e a de Seda, na Ordem de Avis.
Segundo «Nobreza de Portugal», tomo III, página 362, foi «alcaide-mor de Seia e governador do Algarve, vedor da Fazenda em 12 de agosto de 1700, do Conselho de Estado em 11 de abril de 1704 e do Conselho de Guerra.

## Casamento e descendência
Casou em 19 de outubro de 1654 com Mariana da Silva de Lencastre, falecida em 17 de maio de 1699, filha e herdeira de João Gomes da Silva, regedor das Justiças, e de sua mulher Joana de Távora.
- 1 - Rodrigo da Silveira Silva e Teles, 3º conde de Sarzedas, nascido em 24 de agosto de 1663, casado em 1689 com Inácia de Noronha, de quem teve duas filhas, e em 1707 com Bernardina Josefa (de Mendonça) de Távora, nascida em 1686, sem posteridade.
- 2 - Inacia de Noronha (nascida em 1682) casada com Luís Alvares de Távora, Marquês de Távora.
- 3 - João da Silveira.
- 4 - José da Silveira.
- 5 - Miguel da Silveira.
- 6 - Bernardo da Silveira.
- 6 - Joana Madalena de Noronha, nascida cerca 1675 e casada com Francisco Xavier de Meneses, 4º conde da Ericeira. Por tal casamento, a Casa de Sarzedas passará para a casa do marquês de Louriçal, conde da Ericeira.
- 7 - Teresa da Silva.
- 8 - Catarina Úrsula de Lancastre, nascida cerca 1680 e casada com Filipe Mascarenhas, 2º conde de Coculim.
- 9 - Arcângela de Lancastre.
- 10 - Maria Rosa de Lancastre, nascida cerca 1670 e casada com José de Meneses, conde de Viana.
- 10 - Luisa Simão (falecida em 1723) casada em 1675 com Fernão de Sousa (falecido em 1707), conde de Redondo.